# Chandragupta II

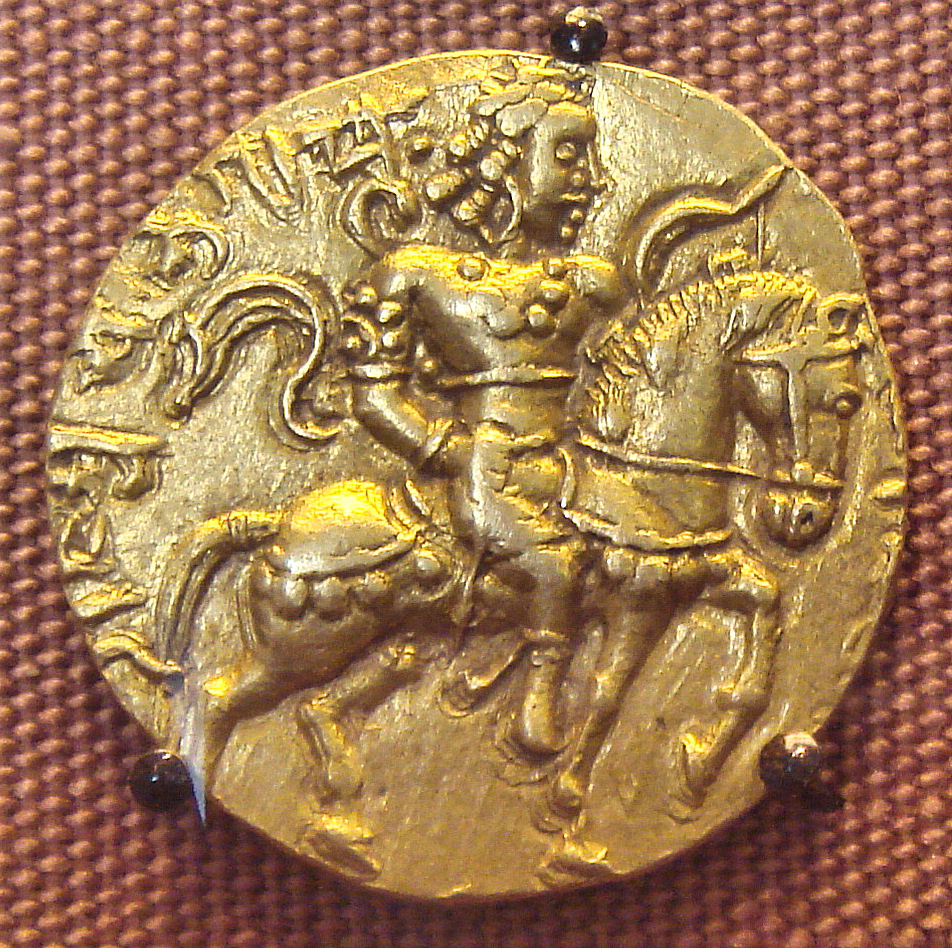
Gouden munt met ruiterafbeelding van Chandragupta II.

Chandragupta II Vikramaditya (Sanskriet: चन्द्रगुप्त विक्रमादित्य) was keizer ("maharajadhiraja") over het Guptarijk in het noorden van India tussen ongeveer 380 en 415 n.Chr.. Onder Chandragupta II groeide de macht van het rijk aanzienlijk door Chandragupta's onderwerping van de Indo-Scythische (Saka) heersers van Ujjain en Kuthiawar (de zogenaamde westelijke satrapen) en zijn bondgenootschap met de Vakataka's.
Chandragupta II was een zoon van keizer Samudragupta en diens belangrijkste vrouw Dattadevi. Mogelijk was hij niet de directe opvolger van zijn vader. In een toneelstuk van de dichter Vishakhadatta, die in de 5e eeuw aan het Guptahof leefde, speelt Chandragupta de hoofdrol. De originele tekst is niet bewaard gebleven maar uit referenties in latere commentaren is het plot bekend: Chandragupta's oudere broer Ramagupta zou ook keizer zijn geweest. Door een list wist de Saka-koning Rudrasimha III Ramagupta ertoe te bewegen zijn echtgenote, Dhruvadevi, aan hem over te dragen. Om deze vernedering te voorkomen vermomde Chandragupta zich als de koningin, om vervolgens Rudrasimha te doden en zijn rijk te annexeren. Daarna nam hij de troon over van zijn broer. De historische waarde van het verhaal is onduidelijk, maar enkele inscripties van later datum suggereren dat Ramagupta echt bestaan kan hebben.
Inscripties van Chandragupta II laten in ieder geval zien dat zijn vrouw inderdaad Dhruvadevi heette. Verder is bekend dat hij een prinses uit de Nagadynastie trouwde, Kuberanaga. Chandragupta's dochter Prabhavatigupta was een dochter van deze tweede vrouw.
Door de overwinning van Chandragupta II op Rudrasimha III, de laatste koning van de westelijke satrapen, werden het huidige Gujarat en de noordelijke Konkan aan het Guptarijk toegevoegd. Daarnaast wist Chandragupta zijn invloed over het Vakatakarijk in de Dekan te vergroten door zijn dochter Prabhavatigupta aan de kroonprins Rudrasena II uit te huwelijken. Rudrasena overleed echter na zeer kort aan de macht te zijn geweest, waarschijnlijk rond 385. Daarop werd Prabhavatigupta tot regent over Rudrasena's minderjarige zoontjes benoemd. Dit kwam erop neer dat Chandragupta via zijn dochter het Vakatakarijk kon besturen. De politieke invloed van de Gupta's over de Dekan bleef ook na de troonsbestijging van Prabhavatigupta's zoon Pravarsena II (rond 405) groot.
Chandragupta II regeerde over een rijk van de Narmada tot Taxila en de Indus tot de Brahmaputra. Aan zijn hof leefden de zogenaamde "negen juwelen", negen buitengewoon begaafde dichters. Chandragupta zou een groot patroon van kunstenaars, geleerden en brahmanen zijn geweest. Tijdens zijn regering bezocht de Chinese pelgrim Fa Xian het noorden van India. Fa Xian meldde dat de wegen uitstekend waren, en overal rustplaatsen voor reizigers waren aangelegd. Hij schreef ook dat de bevolking gelukkig was en in welvaart leefde. Er zouden in het Guptarijk geen lijfstraffen bestaan hebben en de meerderheid van de bevolking zou vegetarisch zijn geweest, zodat er geen slagers of veemarkten te vinden waren. Verder roemde Fa Xian de boeddhistische kloosters en ziekenhuizen in de hoofdstad Pataliputra en beschreef hij het koninklijk paleis, dat keizer Asoka zeven eeuwen eerder had laten bouwen.
Chandragupta liet net als zijn vader gouden munten slaan maar introduceerde ook zilveren en bronzen munten, naar voorbeeld van de door hem onderworpen westelijke satrapen. Zijn militaire overwinningen op niet minder dan 21 koningen zijn bekend uit de inscripties in de ijzeren pilaar van Delhi, die Chandragupta's zoon en opvolger Kumaragupta ter ere van zijn vader liet oprichten.